# Onome Ebi
Onome Ebi (Lagos, 8 de mayo de 1983) es una futbolista profesional nigeriana que juega como defensa central en el club Levante Las Planas de la Liga F española y en la selección femenina de Nigeria. En 2019, se convirtió en la primera futbolista africana en jugar en 5 torneos de la Copa Mundial de la FIFA.

## Carrera en club
Fue parte de Bayelsa Queens FC en el Campeonato de las mujeres de Nigeria antes de pasar a Piteå IF y Djurgårdens IF en el equipo sueco Damallsvenskan . Ebi dijo: "Disfruté de mi estadía en Turquía debido al buen clima. Ir a Suecia significó un juego de pelota diferente, ya que el clima frío me dificultaba jugar buen fútbol. La naturaleza amateur de la liga sueca me hizo regresar a Turquía para el Ataşehir Belediyespor FC en la Primera Liga ".
Luego jugó para los equipos turcos Düvenciler Lisesispor y Ataşehir Belediyespor en la Primera Liga . En agosto de 2012 hizo su debut en la Liga de Campeones mientras jugaba para Ataşehir Belediyespor.
Regresó al Damallsvenskan sueco en 2013 para jugar con el Sunnanå SK antes de ir a Bielorrusia para integrar el equipo del FC Minsk en la Premier League de Bielorrusia . Mientras estuvo allí, fue integrante del equipo que ganó la Premier League de Bielorrusia, la Copa de la Mujer de Bielorrusia y la Supercopa de Bielorrusia en dos ocasiones.
Tanto en el club como en las competiciones internacionales, Ebi juega con la camiseta número 5, ya que tiene un gran significado para ella. Cuando llegó a Minsk, el número de la camiseta ya estaba tomado, por lo cual pidió el número 55.
Actualmente juega en el equipo chino de segunda división, Henan Huishang, donde firmó en 2018. 

## Carrera internacional
Ebi es parte del equipo nacional nigeriano . El 6 de julio de 2019, se convirtió en la primera futbolista africana en jugar en cinco torneos de la Copa Mundial de la FIFA, participando en las ediciones de 2003, 2007, 2011 y 2015, 2019 de la Copa Mundial Femenina de la FIFA y los Juegos Olímpicos de Beijing 2008 .
Ebi también fue integrante del equipo nigeriano en las ediciones de 2008, 2010, 2012, 2014, 2016 y 2018 del Campeonato Africano de Mujeres, ganando el torneo cuatro veces 2010, 2014 ) 2016 y 2018 .

## Honores

### Club
Ataşehir Belediyespor
- Primera Liga de Fútbol Femenina Turca (2): 2011–12, 2012–13

FC Minsk
- Premier League bielorrusa (1): 2014
- Copa Bielorrusa Femenina (1): 2014
- Supercopa de mujeres bielorrusa (2): 2014, 2015

### Internacional
Nigeria
- Campeonato Africano Femenino (4): 2010, 2014, 2016, 2018

Cuarto lugar: 2012 
Premios individuales
- NFF-Aiteo Jugadora del año: 2018[14]